# موزه زیرآبی کانکون

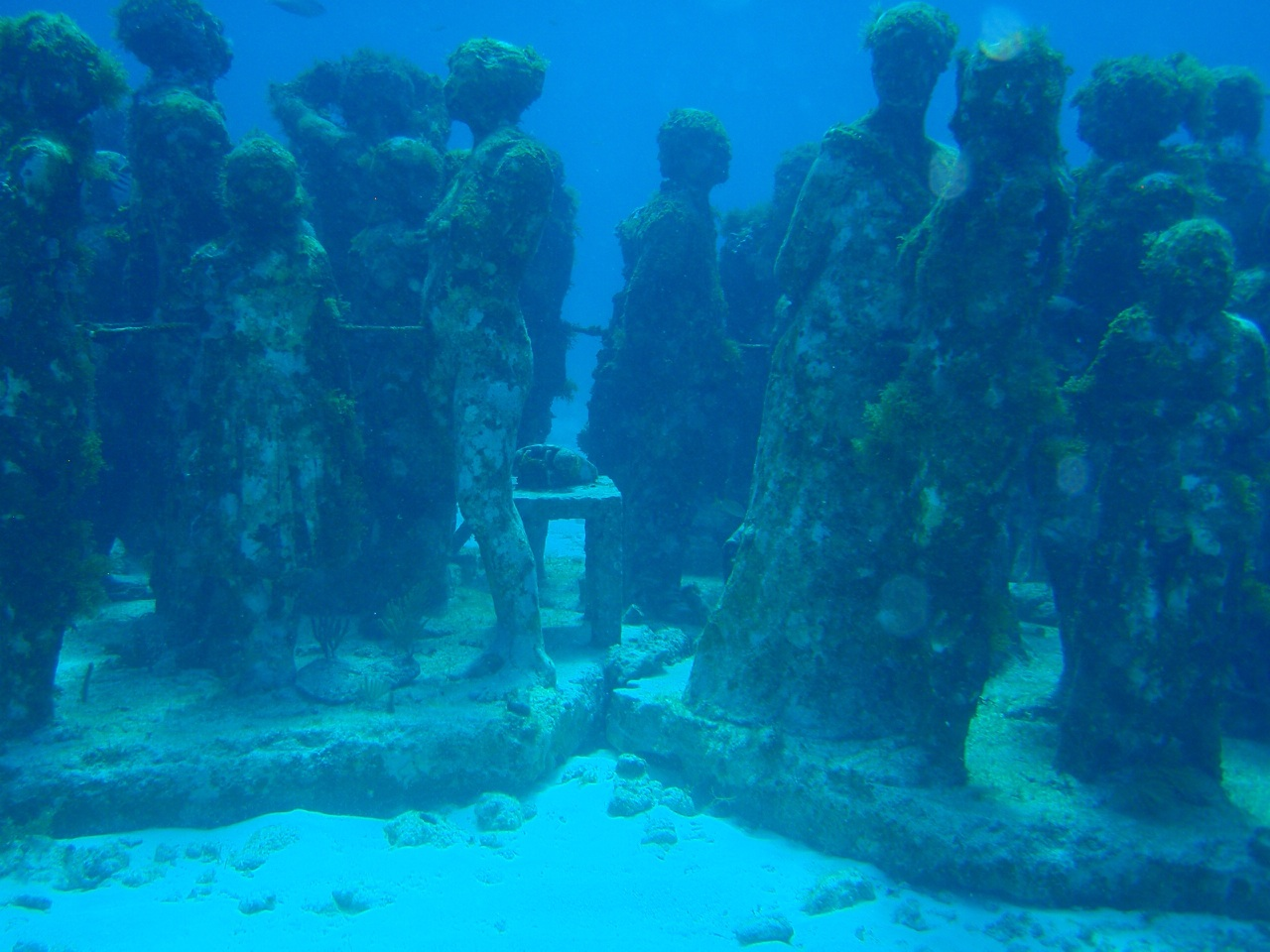
موزه زیرآبی کانکون

موزه زیرآبی کانکون (به انگلیسی: Cancun Underwater Museum) موزه‌ای در زیرآب در سواحل شهر کانکون و Isla de Mujeres در ایالت کینتانا رو در کشور مکزیک در سال ۲۰۰۹ تأسیس شد. این موزه از سری مجسمه‌های زیر آبی Jason deCaires Taylor که در نوامبر ۲۰۰۹ با کارگزاری ۱۰۰ مجمسه در آب‌های کم عمق پارک ملی کانکون آغاز شد.
مجسمه‌های این موزه با بتن خنثی از نظر pH آب دریایی ساخته شده‌اند در برابر خوردندگی آب دریا مقاوم باشند. مجسمه‌ها براساس طرحی از اعضای جامعه محلی و مردم ساخته شده‌اند. در اواخر سال ۲۰۱۰ با نصب دیگر مجسمه‌های این موزه زیر آبی، تعداد مجسمه‌ها به ۴۰۰ عدد افزایش یافت.
گردشگران به صورت غواصی یا با قایق‌های کف شیشه‌ای می‌توانند از این موزه دیدن کنند.